# Braniff (1983—1989)
Braniff Inc. — ныне упразднённая американская авиакомпания, существовавшая с 1983 по 1989 год. Была основана на части активов Braniff International Airways и является её преемницей, в связи с чем известна также как Braniff II. Изначально базировалась в Далласе (Техас), но впоследствии переехала в Орландо (Флорида).

## История

### Создание компании
После того, как в 1982 году авиакомпания Braniff International Airways, некогда входившая в десятку крупнейших в мире, была признана банкротом и упразднена, группа бывших её сотрудников решили реорганизовать её и вывести из банкротства. В 1983 году они обращаются за помощью к бывшему военному лётчику Джею Притцкеру — владельцу сети отелей Hyatt Hotels Corporation. В документах компания была указана как Dalfort Corporation, но на самом деле за этим названием скрывалась Braniff Airways, реорганизованная в ноябре 1983 года в Неваде, а затем переименованная. Притцкер в отчёте указывался, как якобы не имеющий опыта работы в авиационном бизнесе. Но этому противоречат данные, согласно которым он в 1961 и 1962 годах числился в составе директоров авиакомпании Continental Airlines, причём работал там бок о бок с Хардингом Лоуренсом, который в свою очередь всего через несколько лет возглавит Braniff International Airways.
15 декабря 1983 года было основано новое авиапредприятие, которое получило название Braniff Inc., а никаких долгов за ним практически не числилось. Сама Dalfort Corporation теперь была дочерним предприятием компании Hyatt Hotels Corporation. Её стартовый капитал составлял 100 миллионов долларов, из которых 70 миллионов были от компании Hyatt, а 30 миллионов — из активов Braniff; 80 % акций принадлежали Hyatt. Президентом Braniff в 1984 году был назначен Уильям Слэттери (англ. William Slattery); кроме него в состав Совета директоров вошли Трой Виктор Пост, который в 1965 году приобрёл оригинальный Braniff, и бывший пилот Глен П. Шуп (англ. Glenn P. Shoop), который 12 января 1979 года привёл первый «Конкорд» с пассажирами в Даллас. Штаб-квартира новой авиакомпании разместилась в здании на Леммон-авеню, в котором с 1957 года размещались офисы предшественника. Общий штат работников составил 2200 человек, из которых 98 % ранее работали в Braniff.
Были взяты в лизинг тридцать Boeing 727−200, которые раньше эксплуатировались в Braniff Airways, но их ещё предстояло подготовить, в том числе перекрасить в новую ливрею, поменять изношенные напольные ковры и чехлы для сидений. Многие сотрудники из Braniff Airways даже работали бесплатно в свободное время. На смену «ультра»-цветам было решено использовать схему окраски по форме до середины 1960-х годов, только цвета поменять на белый, серый, синий и красный в соответствие с цветами логотипа.

### Начало полётов
1 марта 1984 года новая компания Braniff начала работу. В этот день первые полёты начали два Boeing 727—227: борт N453BN, выполнивший рейс из Далласа (аэропорт Даллас/Форт-Уэрт) в Новый Орлеан, и борт N446BN — из Далласа в Хьюстон. Авиакомпания сразу стала выполнять полёты в 20 городов: Даллас/Форт-Уэрт, Нью-Йорк/Ньюарк, Вашингтон, Детройт, Денвер, Канзас-Сити, Лас-Вегас, Лос-Анджелес, Майами, Новый Орлеан, Оклахома-Сити, Остин, Сан-Антонио, Сан-Франциско, Талса, Филадельфия, Чикаго и Хьюстон. Ежедневно совершалось около 170 рейсов, а базовым аэропортом поначалу был Даллас/Форт-Уэрт, где использовались старые терминалы от Braniff Airways. Однако уже к ноябрю того же года были внесены коррективы в расписание рейсов, так как руководство теперь делало ставку на полёты большей протяжённости, но по меньшей цене билетов.
1 мая 1985 года было отмечено, что получена чистая прибыль 1,6 миллиона долларов. Это был успех, но в том же году исполнительный директор, совершив полёт из Остина в Денвер, отметил, что сам полёт прошёл очень хорошо, однако почти все пассажирские места были пусты. Перспективным виделся выход на маршруты в Мексику с рейсами в города Мехико и Акапулько. В марте 1986 года авиакомпания закончила бюджетный год с чистой прибылью 23 миллиона долларов. В январе 1988 года было подписано соглашение с местной авиакомпанией из Флориды Florida Express, которая получала право выполнять полёты под брендом «Braniff», ещё через 4 месяца Braniff покупает Florida Express, тем самым добавив к своей сети ещё 24 города, включая хабы в Канзас-Сити и Орландо.

### Смена владельца
В июне 1988 года контрольный пакет акций Braniff у Dalfort Corporation выкупает холдинг BIA-COR, который возглавляли Джеффри Чодороу и Артур Коэн. Однако чтобы получить деньги для выкупа акций, BIA-COR взяла огромный кредит, при этом у Dalfort всё равно была солидная доля от общего числа акций. Новый владелец произвёл смену руководства, при этом на пост председателя, президента и генерального директора был нанят Билл Макги (англ. Bill McGee), в прошлом работавший в Piedmont Airlines.
Короткие маршруты к тому времени обслуживались самолётами BAC 1-11, которые брались в лизинг, поэтому для их замены новое руководство заказало партию из 50 Fokker 100. Однако новые авиалайнеры не успели поступить, так как завод выполнял заказы и от более крупных авиакомпаний — American Airlines и US Airways. Тогда в декабре заказываются 50 самолётов Airbus A320-200 и ещё 50 A320 берутся в лизинг из Ирландии.
Когда в 1988 году Eastern Air Lines сообщила о прекращении полётов в Канзас-Сити, Braniff наоборот увеличивает количество рейсов сюда на 52 %, то есть в полтора раза. Чуть позже Канзас-Сити становиться основным узловым аэропортом авиакомпании, при этом часть стоянок в аэропорту Даллас/Форт-Уэрт либо была продана American Airlines, либо сдана в аренду компаниям Northwest, United, Mexicana и Pan Am, хотя часть терминала всё ещё использовалась. Теперь Braniff выполняла полёты в более, чем 45 городов, включая Нассау (Багамские Острова), и имела три узловых аэропорта — Даллас/Форт-Уэрт, Канзас-Сити и Орландо. В 1989 году в Орландо стала размещаться штаб-квартира авиакомпании.
В декабре 1988 года и в 1989 году у American Airlines были взяты в лизинг одиннадцать Boeing 737−200. В июле 1989 года поступил первый из заказанных A320 — борт N901BN, ещё четыре таких самолёта поступят к сентябрю. Всего на 15 апреля 1989 года флот авиакомпании насчитывал 57 самолётов: 24 B727−200, 14 B737−200s и 18 BAC 1-11.

### Банкротство
BIA-COR для получения акций Braniff брало поистине большие ссуды. Для погашения этих ссуд были взяты кредиты в Singer-link, Bank of America, Airbus Service Company, European American Bank, GPA Ireland и многих других. Однако Джеффри Чодороу и Артур Коэн фактически присваивали себе значительную часть суммы, из-за чего у авиакомпании начали быстро расти долги. Уже за первую половину 1989 года авиакомпания потеряла 46 миллионов долларов. В сентябре 1989 года Braniff подала заявление о защите от банкротства, а 28 сентября приостановила полёты. Через пару дней, 1 октября рейсы были возобновлены, но только на чартерной основе. Поиски покупателя, который бы выкупил авиакомпанию и погасил её долги, оказались безрезультатными. В самом конце 1989 года Braniff окончательно прекратила полёты.

## Культурные аспекты
- Мультсериал «Южный Парк» вплоть до 9-го сезона завершался пятисекундным роликом с изображением самолёта Boeing 727 и логотипа компании Braniff[4]. Это связано с тем, что мультсериал официально выпускался студией Braniff Productions, названной в честь оригинальной авиакомпании. С 10-го сезона видеоролик с самолётом был убран, а в 2007 году, к моменту выхода 11-го сезона, студию переименовали в Parker-Stone Studios.